# Geschiedenis van Anatolië
Dit is de geschiedenis, vanaf de prehistorie tot aan de geschiedenis van Turkije, van het schiereiland in het uiterste westen van Azië, dat vandaag de dag het Aziatische deel van het land Turkije beslaat. Het grenst in het westen aan de Egeïsche Zee, in het noordwesten aan de Zee van Marmara en Thracië en dus Europa, in het noorden aan de Zwarte Zee, in het oosten aan Georgië, Armenië, Azerbeidzjan (door de Azerbeidzjaanse enclave Nachitsjevan) en Iran, in het zuidoosten aan Irak en Syrië, en in het zuiden aan de Middellandse Zee. Het eiland Cyprus ligt ten zuiden ervan. De oppervlakte van Anatolië bedraagt ongeveer 756.000 vierkante kilometer.

## Prehistorie
In Anatolië zijn enkele van de oudste nederzettingen of tempelcomplexen uit het neolithicum teruggevonden, zoals Göbekli Tepe, Çayönü, Çatalhöyük en Nevalı Çori.
In Alaca Hüyük maakte een smid rond 2200 v.Chr. een van de eerste smeedijzeren voorwerpen: een dolk met een gouden handvat.

## Oudheid

### Hattiërs
De oudste bij naam bekende bevolkingsgroep waren de Hattiërs. Men vindt hun naam terug op de kleitabletten ten tijde van Sargon van Akkad.

### Hettieten
Het Hettitisch Koninkrijk, dat op zijn hoogtepunt centraal Anatolië, noordwestelijk Syrië tot aan Ugarit en Mesopotamië tot aan Babylon omvatte, bestond tussen ongeveer 1700 en 1200 v.Chr. Het eindigde rond 1200 v.Chr.
De Hettieten waren bedreven in het vervaardigen van bronzen wapens. Zelf beschikten ze over kopermijnen maar het benodigde tin moest worden geïmporteerd.

### Koninkrijk Lydië
De dynastie van de Mermnaden werd gesticht door Gyges. De naam van de laatste telg is het meest bekend, Croesus.

### Satrapie van het Perzische Rijk
In 548 v.Chr. versloeg Cyrus II Croesus na een beleg van veertien dagen. Croesus werd mild behandeld na eerst te zijn veroordeeld tot de brandstapel. Lydië werd een provincie van het Perzische Rijk. De ondergang van Lydië werd o.a. beschreven door Herodotus in zijn werk Historiën.

## Hellenistische periode

### Alexander de Grote
In 334 v.Chr. stak Alexander de Grote de Hellespont over en met de Slag bij Issos (333 v.Chr.) was de verovering van Anatolië op de Perzen een feit.

### Diadochen
Na de dood van Alexander braken de diadochenoorlogen uit. Na de Tweede Diadochenoorlog was Antigonus I Monophthalmus de machtigste man, tot groot ongenoegen van de andere generaals. Dit leidde tot de Slag bij Ipsos (301 v.Chr.) en de definitieve verdeling van het Alexandrijnse Rijk. Antigonus sneuvelde en zijn zoon Demetrios Poliorketes vluchtte naar Macedonië. Na de dood van Kassander in 297 v.Chr. wist hij in 294 v.Chr. het koningschap over Macedonië te verwerven. In 287 v.Chr. werd hij door Lysimachus en Pyrrhus van Epirus verdreven.
In 285 v.Chr. verdreef Lysimachus, Pyrrhus en kroonde zichzelf tot Macedonische koning. Enkele jaren heerste hij over Westelijk Klein-Azië, Macedonië, Thracië en het gebied ten noorden daarvan tot aan de Donau. Zijn nieuwe vrouw Arsinoë II wilde dat een van haar zonen koning zou worden in de plaats van Agathocles en na een mislukte vergiftigingspoging, liet Lysimachus Agathocles in de gevangenis gooien, waar hij werd vermoord. Zijn schoondochter Lysandra vluchtte met haar kinderen naar Seleucus. Wat volgde, is de Slag bij Corupedium (281 v.Chr.) waarbij Lysimachus omkwam.

### Pergamon
Na de moord op Agathocles (zoon van Lysimachus), liep generaal Attalus Philetaerus, met de schat van Lysimachus, over naar Seleucus. Na de dood van Seleucus in 281 v.Chr. stichtte hij zijn eigen dynastie, de Attaliden in Pergamon.

### Pontus
Een ander rijk dat ontstond na de dood van Seleucus was het koninkrijk Pontus, opgericht door Mithridates I.

## Romeinse Rijk
In  133 v.Chr. liet de kinderloze koning Attalus III Philometor van Pergamum zijn koninkrijk, dat wil zeggen een groot deel van westelijk klein-Azië, én al zijn schatten bij testament na aan de staat Rome. De Romeinen aanvaardden de erfenis, maar lieten de provincie aanvankelijk aan haar lot over. Er ontstond een machtsvacuüm en een periode van onrust in dit gebied. Pas in 129 v.Chr. werd Aristonicus I door consul Marcus Perperna overmeesterd.

### Mithridatische oorlogen (89-63 v.Chr.)
Op zoek naar gebiedsuitbreiding en gesteund door koning Mithridates II de Grote van het Parthische Rijk, koning Tigranes II van Armenië en de ontevreden bevolking van het pas gecreëerde Romeinse provincie Asia, viel Mithridates VI van Pontus de Romeinse provincie Asia binnen. In 88 v.Chr. gaf hij het sein om in het hele land op één dag alle uit Italië afkomstige Romeinse onderdanen (80.000?) te vermoorden, het begin van de Mithridatische oorlogen.
De oorlog resulteerde in de definitieve nederlaag van Mithridates en zijn zelfmoord. De kracht van het koninkrijk Pontus werd definitief verbroken, en Rome versterkte haar positie in Klein-Azië.

### Hervorming
Tijdens de 3e eeuw werd het Romeinse Rijk hervormd. De aanzet van de bestuurlijke hervormingen in het Romeinse Rijk begon met Diocletianus en zijn Tetrarchie, het opsplitsen van het rijk in vier delen. Constantijn de Grote zette die hervormingen verder in praefectura praetorio, die op hun beurt verdeeld werden in dioceses. Klein-Azië behoorde tot de pretoriaanse prefectuur van het Oosten en werd verdeeld in het Diocees Asia en het Diocees Pontus.

### Constantinopel

Constantinopel

Keizer Constantijn de Grote, die de hoofdstad van het Romeinse Rijk naar het belangrijkere Oosten van het rijk wilde verplaatsen, werd door de geschikte locatie van de stad aangetrokken, en in 330 werd Byzantium officieel herdoopt als Nova Roma. De stad werd al snel beter bekend onder de naam Konstantinoupolis, Oudgrieks voor stad van Constantijn, in het Nederlands Constantinopel. Naar werd beweerd werd de plaats van de stad aangewezen in een profetische droom die Constantijn kreeg toen hij zich afvroeg welke locatie voor zijn nieuwe hoofdstad het gunstigste was. Constantinopel werd de nieuwe hoofdstad van het Rijk, hoewel Rome een tijdje haar politieke en economische privileges behield.

## Byzantijnse Rijk
In de 5e eeuw werd het Romeinse Rijk opgevolgd door het Byzantijnse Rijk met als hoofdstad Constantinopel (het huidige Istanboel). Het West-Romeinse Rijk werd overspoeld door barbaren en doofde langzaam uit. In het oosten gingen de Romeins-Perzische oorlogen verder.
De laatste, de Byzantijns-Sassanidische oorlog (602-628) zou voor de regio grote gevolgen hebben. Van de tien jaar durende machtsstrijd aan de top van het Byzantijnse Rijk, profiteerde sjah Khusro II om Byzantium binnen te vallen. Antiochië werd in 613 veroverd.
Daarna richten de Perzen zich op het hart van Byzantium en braken door de Cilicische Poorten. In 617 bereikten ze Chalcedon op enkele kilometers van de hoofdstad. De Perzen concentreerden zich echter op de verovering van Egypte (618).

## Seltsjoeken
Eeuwenlang was de Kaukasus de achilleshiel van het Oost-Romeinse rijk, zo ook in de tweede helft van de 11de eeuw. Ditmaal waren het de Seltsjoeken, soennitische Turkse strijders in opdracht van de Abbassidische kalief. Hun missie was het verdrijven van eerst de sjiitische Boejiden en daarna de sjiitische Fatimiden uit Bagdad.
De inmenging van de Seltsjoeken in de Kaukasus leidde tot een strafexpeditie van de Byzantijnen onder leiding van keizer Romanos IV Diogenes. Intussen waren de Seltsjoeken de Fatimiden uit de Levant aan het verdrijven. Om hun westflank te verdedigen vielen ze Anatolië binnen. Wat volgde was de Slag bij Manzikert (1071), waarbij keizer Romanos werd gevangengenomen.
Romanos werd afgezet, en de Byzantijnen verloren zich in dynastiek geruzie. In 1077 hadden de Seltsjoeken de Levant veroverd en richtten hun pijlen op het Byzantijnse Rijk. In 1078 veroverden ze Nicea en in 1092 werd het de hoofdstad van een nieuw rijk, het sultanaat van Rûm.

## Sultanaat van Rûm
Na het bewind van sultan Malik Sjah (1072-1092) kwam er een eind aan de eenheid van het Seltsjoekenrijk en viel het rijk uiteen. De twee belangrijkste provincies zijn het sultanaat Rûm, met als hoofdstad Nicea en Syrië met twee belangrijke polen, Damascus en Aleppo. De titel van sultan van het Seltsjoekenrijk zou nog honderd jaar blijven bestaan.
De Byzantijnse keizer Alexius I, een uitstekend politicus en diplomaat, vroeg aan paus Urbanus II hulp in de vorm van huurlingen, om het ter ziele gegane Seltsjoekenrijk te lijf te gaan onder het mom van de christelijke waarden. Paus Urbanus  organiseerde in 1095 de eerste Kruistocht en dit leger van kruisvaarders veroverde Nicea in 1097. Sultan Kilij Arslan I verplaatste zijn hoofdstad naar Konya.

## Onder het Mongoolse juk
In 1242 vielen de Mongolen het land binnen. Het Seltsjoekenleger werd verpletterend verslagen in de Slag bij Köse Dağ. Na de dood van sultan Kaykhusraw II in 1246 viel het sultanaat van Rûm uiteen in Beyliks, die schatplichtig waren aan de Mongolen.

## Ottomaanse Rijk
De harde aanpak van de Mongolen en het wangedrag van de Byzantijnse huurlingen dreven de bevolking in de handen van de Turken.